# Hemanthias
Hemanthias – rodzaj ryb okoniokształtnych z rodziny strzępielowatych.

## Klasyfikacja
Gatunki zaliczane do tego rodzaju:
- Hemanthias leptus
- Hemanthias peruanus
- Hemanthias signifer